# Live to Tell
"Live to Tell" là một bản pop ballad của ca sĩ người Mỹ Madonna. Ban đầu được sáng tác bởi Patrick Leonard cho bộ phim Fire with Fire, ông quyết định giao cho Madonna thể hiện, người sau này đã sử dụng nó cho bộ phim thủ vai chính bởi người chồng sau đó của cô Sean Penn - At Close Range. Nó được sản xuất bởi Leonard và Madonna cho album phòng thu thứ ba của cô True Blue (1986), và sau đó còn xuất hiện dưới dạng phối lại trong album tổng hợp The Immaculate Collection (1990), cũng như bản gốc trong tuyển tập ballad Something to Remember (1995) và tuyển tập hit Celebration (2009).
Nội dung bài hát nói về sự lừa dối, sự thiếu tin cậy và tuổi thơ nhiều tổn thương. Madonna tiết lộ trong một bài phỏng vấn rằng cô đã suy nghĩ về mối quan hệ giữa cô với cha mẹ của mình, khi viết lời bài hát. Video ca nhạc của "Live to Tell", do James Foley làm đạo diễn, cho thấy một diện mạo mới của Madonna, với chất giọng đặc biệt cùng mái tóc vàng gợn sóng, kết hợp trang phục kín đáo và trang điểm tinh tế. Hình ảnh này khiến nhiều người liên tưởng đến nữ minh tinh màn bạc Marilyn Monroe.
Phát hành làm đĩa đơn đầu tiên trích từ album vào ngày 26 tháng 3 năm 1986, bài hát là một thành công thương mại. Đây là đĩa đơn quán quân thứ ba của Madonna trên bảng xếp hạng Billboard Hot 100, và đầu tiên trên Billboard Adult Contemporary. "Live to Tell" nhận được nhiều phản ứng tích cực từ các nhà phê bình âm nhạc đương đại, trong đó họ thường gọi nó là bản ballad hay nhất trong sự nghiệp của cô. Bài hát phải đối mặt với nhiều tranh cãi khi Madonna biểu diễn nó tại Confessions Tour (2006) với một chiếc vương miện gai và treo trên một cây thánh giá lớn. Việc trình diễn nó tại Sân vận động Olimpico ở Rome đã bị lên án bởi các nhà lãnh đạo tôn giáo như là một hành động thù địch với Giáo hội Công giáo Rôma.

## Tổng quan
"Live to Tell" được sử dụng trong suốt cảnh cuối của chương trình TV Cold Case tập Churchgoing People vì lời bài hát rất hợp với nội dung tập phim. Câu chuyện trong tập phim này là một phụ nữ mắc chứng tâm thần đã giết người chồng sau khi biết ông ta ngoại tình. Sau đó bà bắt con trai của mình, nhân chứng duy nhất của vụ án giữ bị mật cho tới khi sự thật được sáng tỏ.
Nhiều nhà phê bình và người hâm mộ đã cho rằng bài hát này đánh một dấu mốc trong sự nghiệp Madonna. "Live to Tell" là bản ballad thứ 2 được phát hành dưới dạng đĩa đơn của Madonna, sau "Crazy for You". Không giống với bài hát trước đó là một tình ca, "Live to Tell" lại là một sự suy tư trầm ngâm và tập trung sức mạnh để đối mặt với một biến cố lớn trong cuộc đời. Sau hơn 20 năm ra đời, bài hát này vẫn đứng vững trong lòng người hâm mộ và được coi là một trong những bản ballad hay nhất của Madonna.

## Video ca nhạc
Đạo diễn bởi James Foley, cũng là người đạo diễn bộ phim At Close Range. Trong video clip, Madonna để tóc màu vàng xõa ngang vai, mặc một chiếc váy kín đáo, ngồi trên một chiếc ghế trong một khoảng không gian tối gần như không có ánh sáng. Trông Madonna có phần giản dị và suy tư, khác với hình ảnh năng động có phần nổi loạn của cô trong các video trước như "Lucky Star", "Like a Virgin" hay "Material Girl".

## Danh sách bài hát
| - Đĩa 7" tại Mỹ / Canada / Đức / Vương quốc Anh 1. "Live to Tell" (chỉnh sửa) – 4:37 2. "Live to Tell" (không lời) – 5:49 - Đĩa 12" maxi tại Mỹ / Canada / Đức / Vương quốc Anh 1. "Live to Tell" (bản LP) – 5:49 2. "Live to Tell" (chỉnh sửa) – 4:37 3. "Live to Tell" (không lời) – 5:49 | - Đĩa CD maxi tại Đức / Vương quốc Anh (1995) 1. "Live to Tell" (bản LP) – 5:49 2. "Live to Tell" (chỉnh sửa) – 4:37 3. "Live to Tell" (không lời) – 5:49 |

## Xếp hạng và chứng nhận
| Bảng xếp hạng (1986)                            | Vị trí cao nhất |
| ----------------------------------------------- | --------------- |
| Australia (Kent Music Report)                   | 7               |
| Bỉ (Ultratop 50 Flanders)                       | 3               |
| Canada Top Singles (RPM)                        | 1               |
| Eurochart Hot 100 (Billboard)                   | 1               |
| Pháp (SNEP)                                     | 6               |
| Trường songid là BẮT BUỘC CHO BẢNG XẾP HẠNG ĐỨC | 12              |
| Ireland (IRMA)                                  | 2               |
| Italy (FIMI)                                    | 1               |
| Hà Lan (Dutch Top 40)                           | 3               |
| Hà Lan (Single Top 100)                         | 3               |
| New Zealand (Recorded Music NZ)                 | 6               |
| Na Uy (VG-lista)                                | 2               |
| Thụy Điển (Sverigetopplistan)                   | 11              |
| Thụy Sĩ (Schweizer Hitparade)                   | 4               |
| Anh Quốc (OCC)                                  | 2               |
| Hoa Kỳ Billboard Hot 100                        | 1               |
| Hoa Kỳ Adult Contemporary (Billboard)           | 1               |

| Bảng xếp hạng (1986)              | Vị trí |
| --------------------------------- | ------ |
| Australia (Kent Music Report)     | 59     |
| Canada Top Singles (RPM)          | 2      |
| Italy (FIMI)                      | 5      |
| Netherlands (Single Top 100)      | 22     |
| Switzerland (Schweizer Hitparade) | 11     |
| US Billboard Hot 100              | 35     |
| US Adult Contemporary (Billboard) | 12     |

| Quốc gia                                 | Chứng nhận | Số đơn vị/doanh số chứng nhận |
| ---------------------------------------- | ---------- | ----------------------------- |
| Pháp (SNEP)                              | Bạc        | 250.000*                      |
| Anh Quốc (BPI)                           | Bạc        | 280,000                       |
| * Chứng nhận dựa theo doanh số tiêu thụ. |            |                               |